# Édifice à colonnes de Carthage
L'édifice à colonnes est un édifice en ruines situé au cœur du site archéologique de Carthage, en Tunisie, et daté de l'époque romaine. Sa datation précise et son usage sont encore inconnus à ce jour, même si la proximité d'un complexe ayant livré la mosaïque des chevaux a pu aider les chercheurs à faire des hypothèses.

## Localisation et description

Localisation de l'édifice à colonnes au no 8

Situé sur la colline de Junon, sur la route de La Malga à Carthage, cet édifice hypostyle avait une fonction à ce jour inconnue.
Les archéologues ont dégagé des colonnes corinthiennes jumelées alors que le sol est pavé de mosaïques. À proximité immédiate se situait une salle voûtée. La maison des chevaux, qui a livré quelques belles mosaïques et surtout la mosaïque des chevaux, a été découverte en contrebas en 1960.

## Redécouverte
Une équipe du Service des antiquités de Louis Poinssot dégage la construction en 1921-1922. Poinssot fait classer les ruines comme monument historique en février 1922. L'anastylose en est achevée en 1926 et l'édifice fait très tôt l'objet de visites de la part de touristes.

## Interprétation

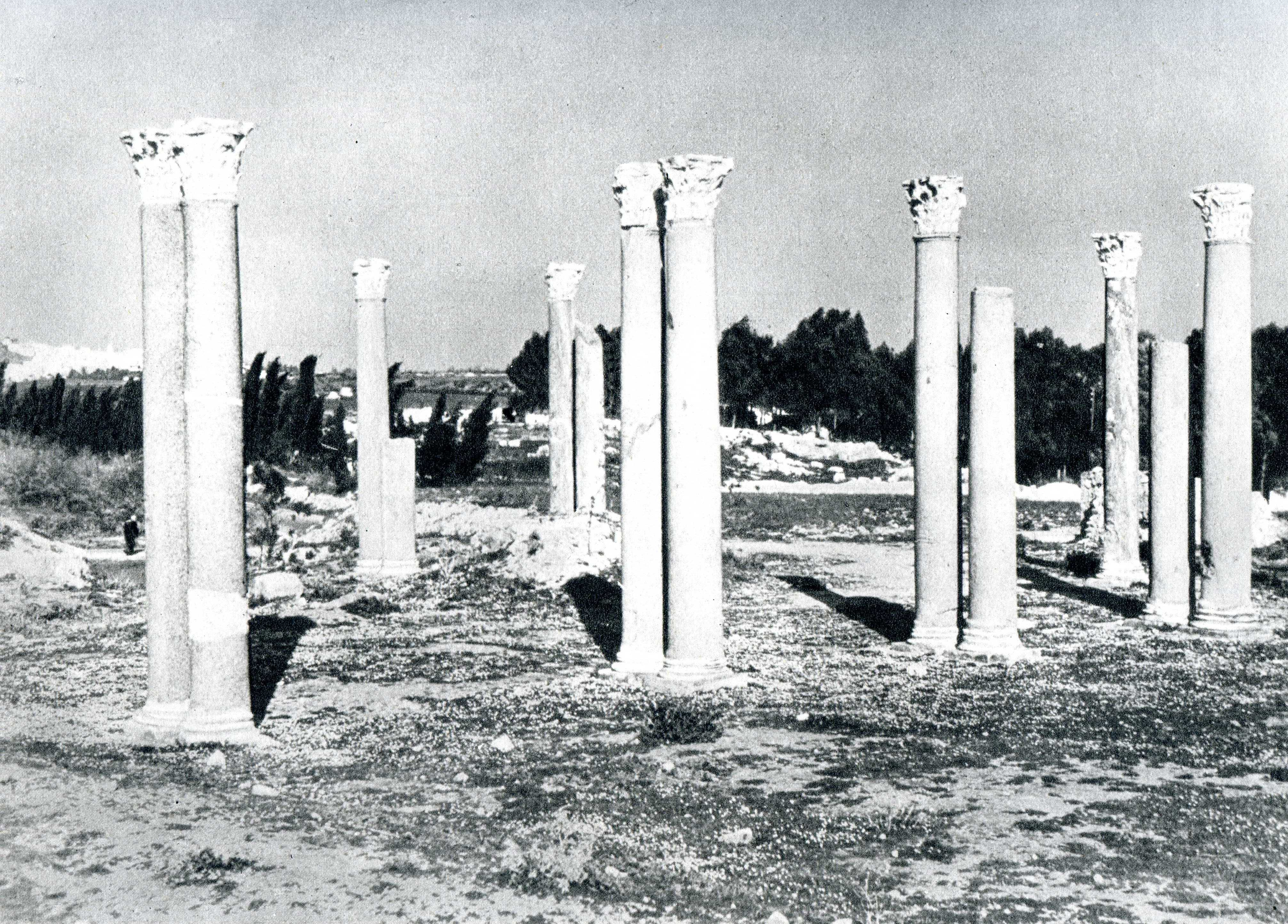
Photographie ancienne de l'édifice

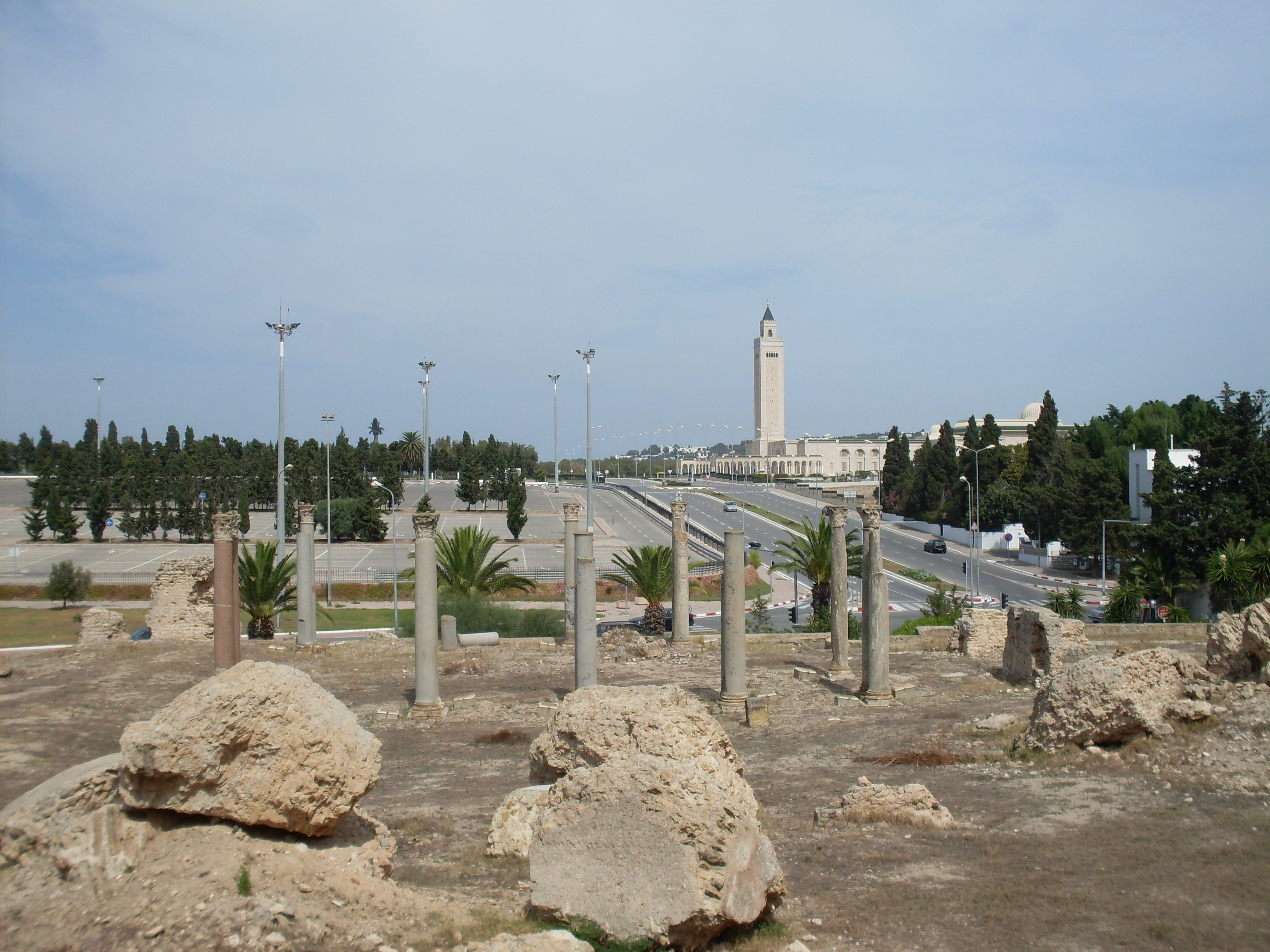
Vue de l'édifice avec la mosquée Mâlik ibn Anas au second plan

Les chercheurs envisagent deux hypothèses pour son utilisation comme édifice civil : soit en tant que basilique civile, soit en tant que palestre de thermes dits de Gargilius dont il serait le dernier vestige selon Alexandre Lézine. Il propose de dater les vestiges de la première moitié du IIe siècle, réaménagés au IVe siècle. L'argument de cette interprétation était lié à une tradition orale selon laquelle un four aurait été découvert à proximité, les doubles colonnades étant liées à des travaux de réfection.
Des travaux de voirie en 1990 ont écarté l'hypothèse de par l'absence de vestiges de canalisations entre la salle voûtée et l'édifice à colonnes.
Gilbert Charles-Picard pense quant à lui qu'il s'agit incontestablement d'une basilique. Il considère la ruine comme appartenant au complexe aristocratique de la maison des chevaux où a été découverte la mosaïque du même nom qui est désormais exposée dans le parc des villas romaines. Une pièce située à proximité de la salle comportait une mosaïque d'acclamation pour la faction des Bleus, FELIX POPULUS VENETI,.
L'inscription se situait dans une mosaïque intégrant des tiges de millet sortant de cratères disposés sur chaque angle, une couronne de millet étant au-dessus de l'acclamation.
Le même végétal est présent dans d'autres pièces de la maison des chevaux en contrebas. Azedine Beschaouch considère ce végétal comme symbole de la sodalité chargée du lieu mais l'inscription tend à évoquer le public de cette faction et non la faction elle-même.
Picard propose de dater l'édifice du début du règne de Constantin ou de la Tétrarchie. Selon Beschaouch et Claude Nicolet, la maison des chevaux est antérieure et a été intégrée à l'édifice à colonnes au moment de sa construction au IVe siècle.
L'interprétation de Picard a suscité des réactions en liaison avec le dénivelé entre les parties du bâtiment. Sur une terrasse supérieure se seraient trouvées la salle à colonnes jumelées et une salle voûtée et, plus bas, une série de pièces dont une œcus pavé de la mosaïque des chevaux.
Certains ont déterminé une activité religieuse pour l'époque byzantine, dont Colette Picard qui en fait un oratoire durant cette période, et certains historiens s'accordent à en faire l'un des lieux essentiels lors de la condamnation du donatisme par saint Augustin en 411.